# Il ritorno del killer
Il ritorno del killer è un romanzo poliziesco dello scrittore statunitense James Patterson e fa parte di una serie di romanzi sul detective Alex Cross.

## Trama
Due storie si intrecciano. La prima riguarda una serie di omicidi di cecchini di persone di alto profilo. Il detective Alex Cross e Bree Stone stanno pianificando il loro matrimonio, ma devono mettere in pausa i loro piani per indagare sui pochi indizi del primo set di omicidi e quindi cercare di trovare gli autori mentre vengono commessi altri omicidi. La seconda trama coinvolge Kyle Craig, un ex agente dell'FBI trasformato in un killer psicopatico (The Mastermind: vedi i romanzi precedenti Roses are Red e Violets are Blue). Ai lettori all'inizio del romanzo viene mostrato come Craig uccide una persona, così può, attraverso la chirurgia plastica, assumere la sua identità e passare inosservato su Cross. Dal momento che Cross ha aiutato a mettere Craig nella prigione federale, Craig vuole uccidere Cross. Craig era fuggito dal penitenziario maschile di massima sicurezza di livello Supermax di Florence, in un precedente romanzo di Cross, Double Cross. Nel frattempo, l'FBI è coinvolto nel caso del cecchino e l'agente Max Siegel è stato assegnato al caso. Cross e Siegel non si mescolano bene. Siegel fa ammenda con Cross, salvando persino la vita di Cross. Tuttavia, Siegel ha delle sorprese molto scioccanti per Alex Cross e Bree Stone. 

## Edizioni
- James Patterson, Il ritorno del killer, Longanesi, 2014.